# Phạm Thông (nhà điêu khắc)
Phạm Thông (12 tháng 8 năm 1943 - 3 tháng 11 năm 2016) là một điêu khắc gia và nhà báo người Việt, đặc biệt là tác giả của nhiều pho tượng Đức ông Trần Hưng Đạo tại Việt Nam trước 1975 và sau này tại Hoa Kỳ. Ông sinh tốt nghiệp Trường Cao đẳng Quốc gia Mỹ thuật Sài Gòn năm 1965. Sau sự kiện Sài Gòn thất thủ, ông định cư tại Hoa Kỳ đến khi qua đời.

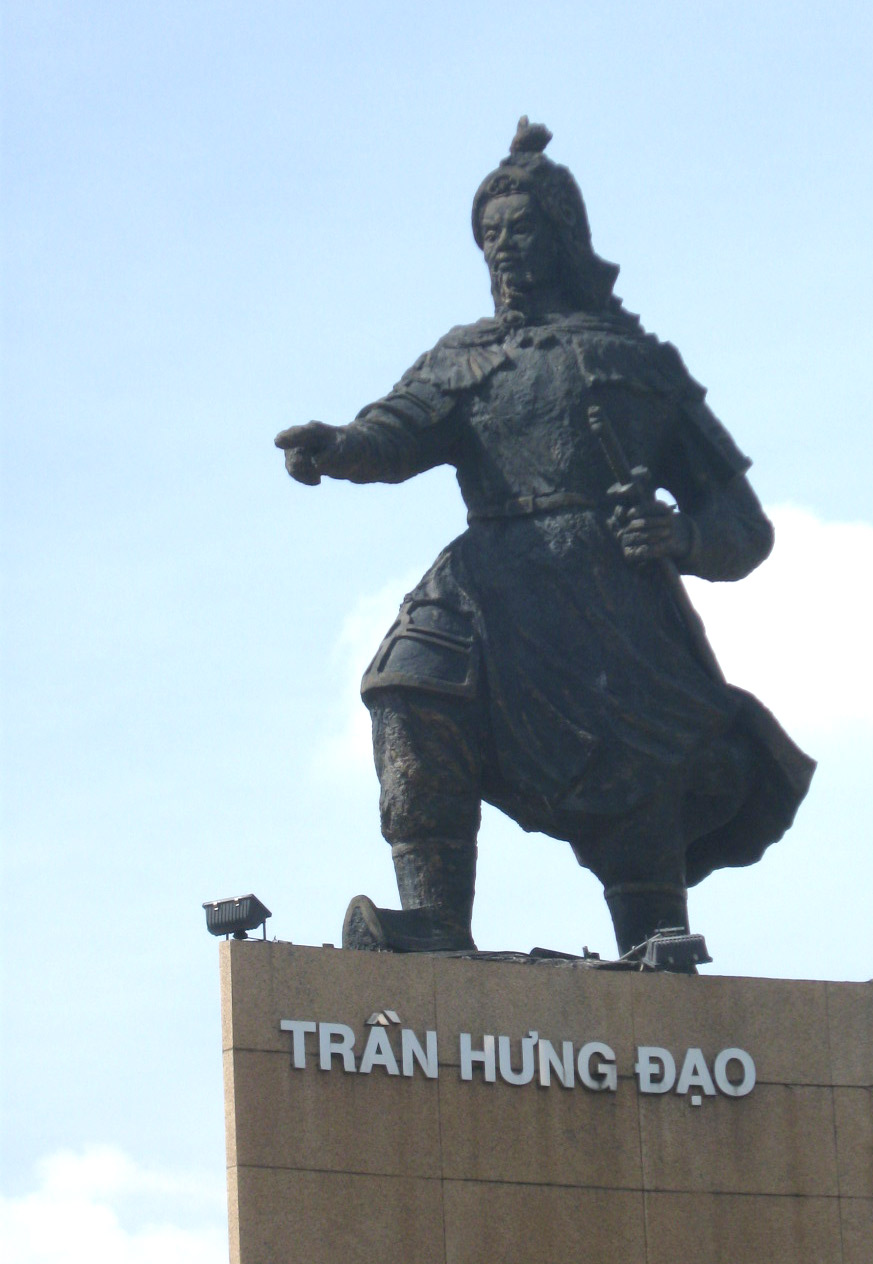
Tượng Trần Hưng Đạo của điêu khắc gia Phạm Thông dựng vào giữa thập niên 1960 tại bến Bạch Đằng, Sài Gòn

## Tượng Trần Hưng Đạo ở bến Bạch Đằng, Sài Gòn
Ông được biết đến là tác giả bức tượng Trần Hưng Đạo ở công trường Mê Linh cuối đường Hai Bà Trưng tại Quận 1, Sài Gòn. Địa điểm này thời Pháp thuộc là công trường Rigault de Genouilly. Sang thời Đệ Nhất Cộng hòa Việt Nam, rue Paul Blanchy đổi tên thành đường Hai Bà Trưng và công trường đó được gọi là công trường Mê Linh. Chính quyền Việt Nam Cộng hòa cho xây tượng đài Hai Bà ở đó. Pho tượng này vì khuôn mặt được tạc theo chân dung của Trần Lệ Xuân và con gái Ngô Đình Lệ Thủy nên trong cuộc đảo chính lật đổ Tổng thống Ngô Đình Diệm vào năm 1963 tượng bị phá đi.
Năm 1966 đương kim thủ tướng Việt Nam Cộng hòa Nguyễn Cao Kỳ giao cho mỗi binh chủng của Quân lực Việt Nam Cộng hòa dựng biểu tượng ở một vườn hoa công cộng trong đô thành Sài Gòn thì binh chủng Hải quân chọn bến Bạch Đằng để dựng tượng Hưng Đạo Vương Trần Quốc Tuấn, người được xem là thánh tổ hải quân. và điêu khắc gia Phạm Thông lãnh nhiệm vụ đó. Tượng đài hoàn tất năm 1967.

## Sau năm 1975

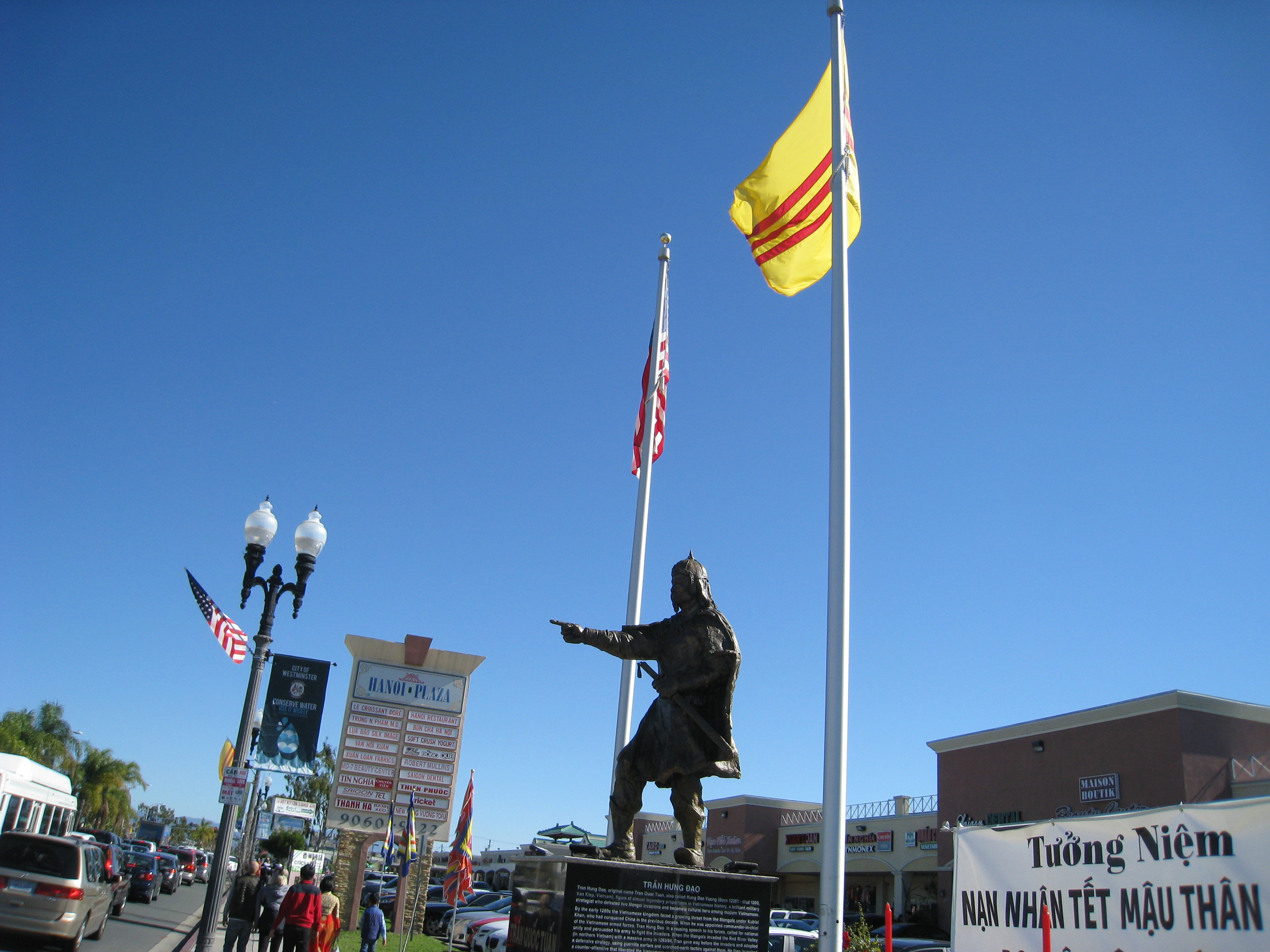
Tượng đài Trần Hưng Đạo trên phố Bolsa, thành phố Westminster, California.

Sau năm 1975 Phạm Thông tỵ nạn sang Mỹ và lập tờ báo Con ong ở Texas. Cũng ở tiểu bang đó, ông đã thực hiện hai pho tượng lớn ở đài kỷ niệm chiến sĩ Việt Mỹ tại Houston, số 11360 đại lộ Bellaire.
Năm 2014 tại Little Saigon, Westminster, California, cộng đồng người Việt lập tượng Hưng Đạo Vương bằng đá trên đường Bolsa. Pho tượng có tư thế tương tự như pho tượng trên Bến Bạch Đằng, sông Sài Gòn của nhà điêu khắc Phạm Thông cách đây gần 50 năm. Một pho tượng khác bằng đồng được dựng ở Mile Square Park (Công viên Dặm vuông) vào Tháng Giêng, 2016, cũng theo dáng cũ với cánh tay phải chỉ về phía trước.
Vào lúc 12 giờ trưa chủ Nhật ngày 12 tháng 6 năm 2016, một tượng đài Trần Hưng Đạo khác mà tác giả cũng chính là ông đã được khánh thành tại khu Hà Nội Plaza trên phố Bolsa, thành Phố Westminster, California. Pho tượng này bằng đồng, cao 10 ft được đặt trên bệ cao 7 ft.

## Liên kết
- "Ngày Vinh Danh Chiến Sĩ Việt Mỹ tại Houston" Lưu trữ ngày 14 tháng 2 năm 2010 tại Wayback Machine Hình tượng đài Chiến sĩ Việt-Mỹ ở Houston
- Lưu trữ ngày 6 tháng 1 năm 2011 tại Wayback Machine Hình 2 tượng đài Chiến sĩ Việt-Mỹ ở Houston